# KLM Open 2009

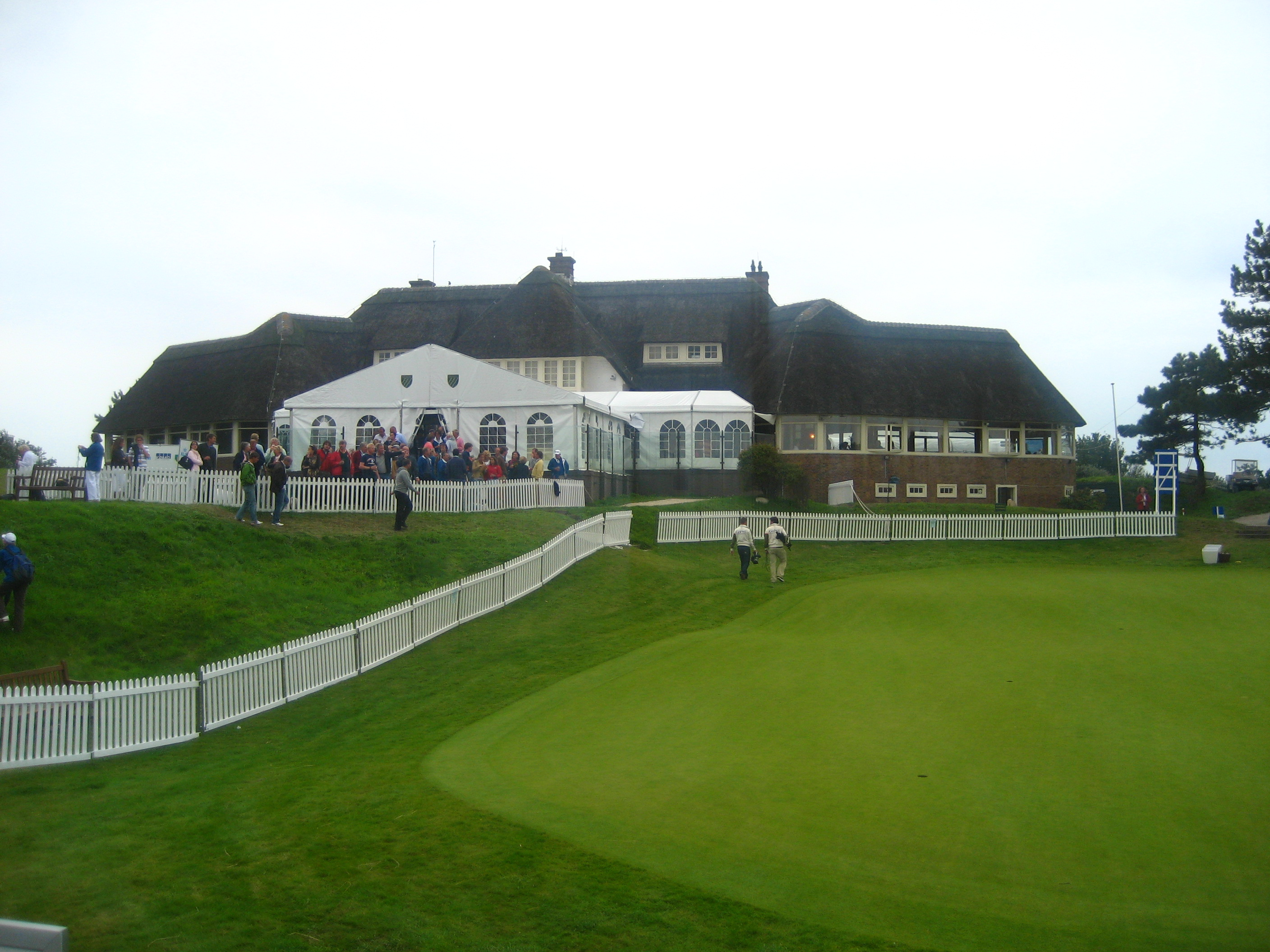
Het clubhuis van de Kennemer Golf & Country Club

Het 90ste KLM Open golftoernooi werd van 20 tot en met 23 augustus 2009 gehouden. Het was de 20ste keer op de Kennemer Golf & Country Club, in 2010 wordt het evenement weer verplaatst naar de Hilversumsche Golf Club. Het toernooi werd gewonnen door de Engelsman Simon Dyson.
Op de deelnemerslijst stonden onder andere de zes oud-winnaars Darren Clarke (2008), Simon Dyson (2006), Maarten Lafeber (2003), Stephen Leaney (1998 en 2000), Colin Montgomerie (1993) en José María Olazabal (1989) maar ook Robert Karlsson, winnaar van de Order of Merit 2008. Johan Edfors heeft afgezegd.

## Baaninformatie
De par van de baan is 70. Hole 1-9 is par 36, hole 10-18 is par 34.
- Hole 1 is een par 4 van 397 meter. De eerste hole begint al moeilijk omdat de fairway een lichte buiging maakt naar links. De meeste spelers zullen hun driver in de tas laten.
- Hole 2 is een par 5 van 521 meter. Bij de tweede hole is de afslag erg belangrijk. Vanaf de tee is het moeilijk om het midden van de fairway te bepalen. Spelers zullen hier zeer zeker wat extra aandacht aan besteden.

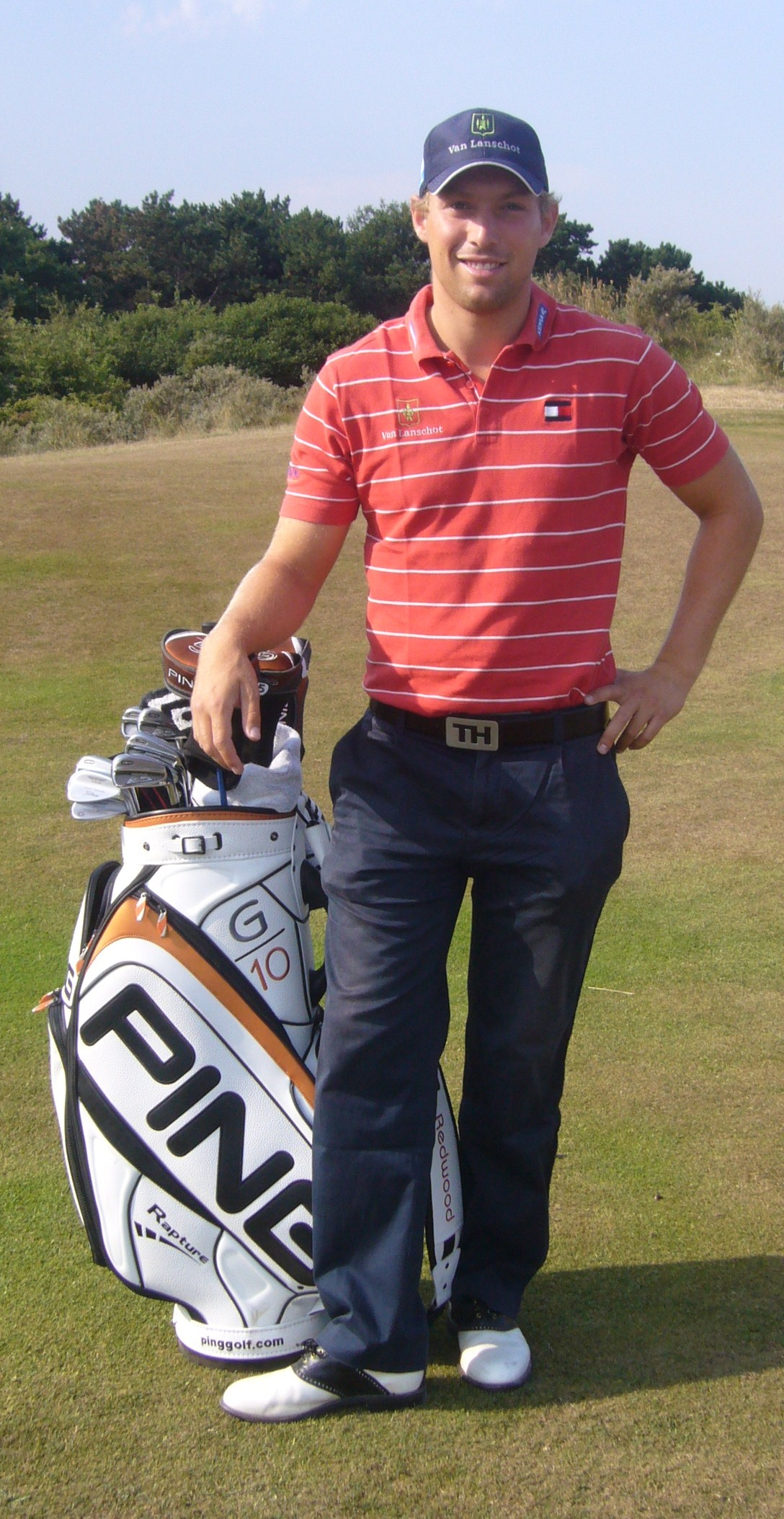
Floris de Vries

- Hole 3 is een par 3 van 135 meter.
- Hole 4 is een par 4 van 365 meter.
- Hole 5 is een par 4 van 383 meter. De vijfde hole kan tot de moeilijke gerekend worden. Vanaf de tee kan de speler weinig zien van de fairway.
- Hole 6 is een par 4 van 332 meter. Het is een hole met een dogleg van 90-graden naar rechts. De clubkeuze wordt bepaald door de wind en de risico's die je wilt nemen. Sommige spelers proberen met een driver over de bomen te slaan en zo de hoek af te snijden, maar dat brengt allerlei risico's met zich mee.
- Hole 7 is een par 5 van 514 meter. Met de wind mee is er een kans om het in twee slagen te halen. Met tegenwind zal dit niet lukken.
- Hole 8 is een par 3 en is 203 meter. Vanaf de afslag gezien ligt de green erg laag.
- Hole 9 is een par 4 en is 382 meter. De negende hole is deels blind. De speler moet opletten dat de bal niet te veel naar links zal wijken. Statistisch is dit de moeilijkste hole.
- Hole 10 is een par 4 van 409 meter.
- Hole 11 is een par 3 van 144 meter. Hier maakte Floris de Vries een hole-in-one tijdens zijn oefenronde.
- Hole 12 is een par 5 van 480 meter.
- Hole 13 is een par 4 van 342 meter.
- Hole 14 is een par 4 van 351 meter.
- Hole 15 is een par 3 van 151 meter. De green ligt op een heuvel. Als de bal te kort is zal hij vanaf de heuvel naar beneden rollen. Hier maakte Gary Orr een hole-in-one tijdens de Pro-Am.
- Hole 16 is een par 4 van 432 meter lang. Voor de leden is de zestiende hole een par vijf, tijdens het KLM Open is het een par vier.
- Hole 17 is een par 3 van 155 meter. Op hole 17 zal een BMW Z4 sDrive 35i klaar staan voor de eerste professional die daar een hole-in-one slaat. In 2009 is al 26 keer een hole-in-one gemaakt.
- Hole 18 is een par 4 van 363 meter. De achttiende hole is net als vorige jaar de beslissende hole. Bij een goeie afslag zal de bal landen op de linkerkant van de fairway. Bij tegenwind zullen er hier weinig birdies gemaakt worden.

## Spelers
| - Felipe Aguilar - Fr. Andersson Hed - Phillip Archer - Scott Arnold - Scott Barr - Benn Barham - Sion E. Bebb - Seve Benson - Ulrich van den Berg - John Bickerton - Richard Bland - Markus Brier - Mark Brown - Rafael Cabrera Bello - Jonathan Caldwell - Jorge Campillo - Alejandro Cañizares - Emanuele Canonica - Magnus A. Carlsson - Marc Cayeux - Christian Cévaër - Darren Clarke - Andrew Coltart - Michael Curtain - Stuart Davis - Carlos Del Moral - Fr. Delamontagne - Thomas Detry (AM) - Robert Dinwiddie - David Dixon - Chris Doak - Stephen Dodd - Jamie Donaldson - Bradley Dredge - Scott Drummond - David Drysdale - Simon Dyson - Rafa Echenique - Pelle Edberg - Klas Eriksson - Martin Erlansson | - Niclas Fasth - Kenneth Ferrie - Oliver Fisher - Mark Foster - Alastair Forsyth - Marcus Fraser - Tadd Fujikawa - Alfredo García Heredia - Ignacio Garrido - Jean-Baptiste Gonnet - Ricardo González - Branden Grace - Richard Green - Joakim Haeggman - Peter Hedblom - Oskar Henningsson - Marcus Higley - Michael Hoey - David Horsey - Garry Houston - David Howell - Jeppe Huldahl - Mikko Ilonen - Eirik Tage Johansen - Michael Jonzon - Roope Kakko - Shiv Kapur - Simon Khan - James Kingston - Barry Lane - José Manuel Lara - Pablo Larrazábal - Paul Lawrie - Peter Lawrie - Stephen Leaney - Thomas Levet - Sam Little - Jean-Francois Lucquin - Gary Lockerbie - Michaël Lorenzo-Vera - Shane Lowry | - Santiago Luna - Mikael Lundberg - David Lynn - Callum Macaulay - Stuart Manley - Pablo Martín - Gareth Maybin - Paul McGinley - Ross McGowan - Damien McGrane - Alan McLean - John Mellor - Matthew Millar - Colin Montgomerie - John E Morgan - Mark Mouland - Gary Murphy - Åke Nilsson - Christian Nilsson - Chapchai Nirat - Alexander Norén - Steven O'Hara - Peter O'Malley - José María Olazabal - Wade Ormsby - Gary Orr - Chinnarat Phadungsil - Terry Pilkadaris - Phillip Price - Iain Pyman - Alexandre Rocha - Richie Ramsay - Jean François Remesy - Robert Rock - Marco Ruiz - Brett Rumford - Jarmo Sandelin - Zane Scotland - Marcel Siem - Patrik Sjoland - Lee Slattery | - Anthony Snobeck - Graeme Storm - Sven Strüver - Alessandro Tadini - Miles Tunnicliff - Alvaro Velasco - Mads Vibe-Hastrup - Simon Wakefield - Sam Walker - Marc Warren - Bernd Wiesberger - Danny Willett - Chris Wood - Fabrizio Zanotti Nederlandse amateurs - Sven Maurits (Havelte) - Tim Sluiter (Hattemse) - Jurrian van der Vaart (De Koepel) - Willem Vork (Veldzijde) - Jules de Vries (Houtrak) Nederlandse professionals - Wil Besseling - Robert-Jan Derksen - Jan-Willem van Hoof - Richard Kind - Maarten Lafeber, winnaar 2003 - Joost Luiten - Rolf Muntz - Taco Remkes - Mark Reynolds - Reinier Saxton - Ronald Stokman - Guido van der Valk - Floris de Vries - Ruben Wechgelaer - Inder van Weerelt |

Van Hoof, Stokman en Wechgelaer hebben zich hiervoor in Nijmegen gekwalificeerd. Er waren drie plaatsen beschikbaar. Vier spelers maakten een ronde van 69. In de play-off viel Sander van Duijn op de tweede hole af.
De amateur die de cut haalt en het hoogst eindigt, zal de eerste winnaar worden van de Robbie van Erven Dorens Trofee. De trofee zal niet worden uitgereikt, want geen enkele amateur heeft zich voor het weekend geplaatst.

## Fotogalerij

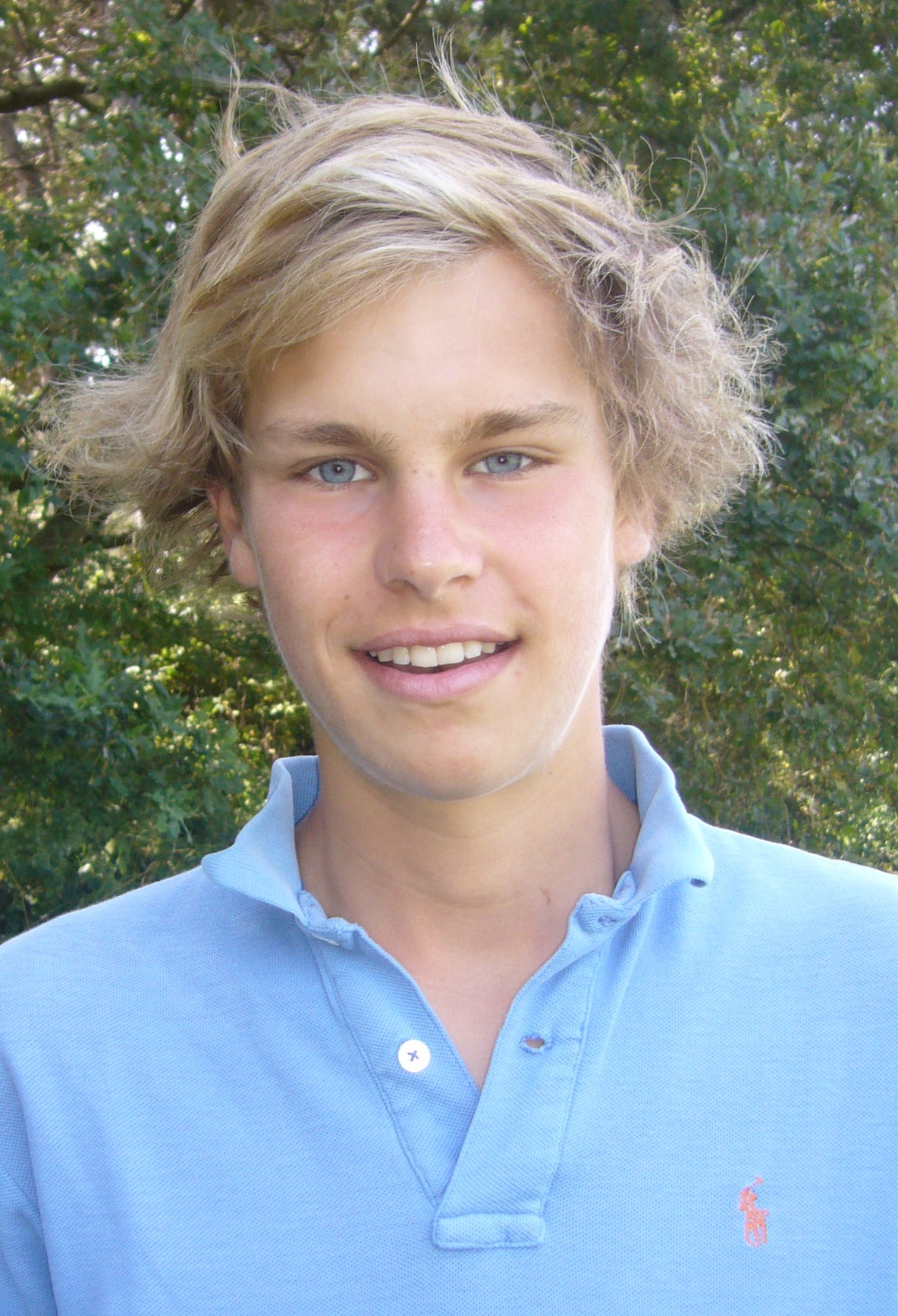
Thomas Detry jongste deelnemer
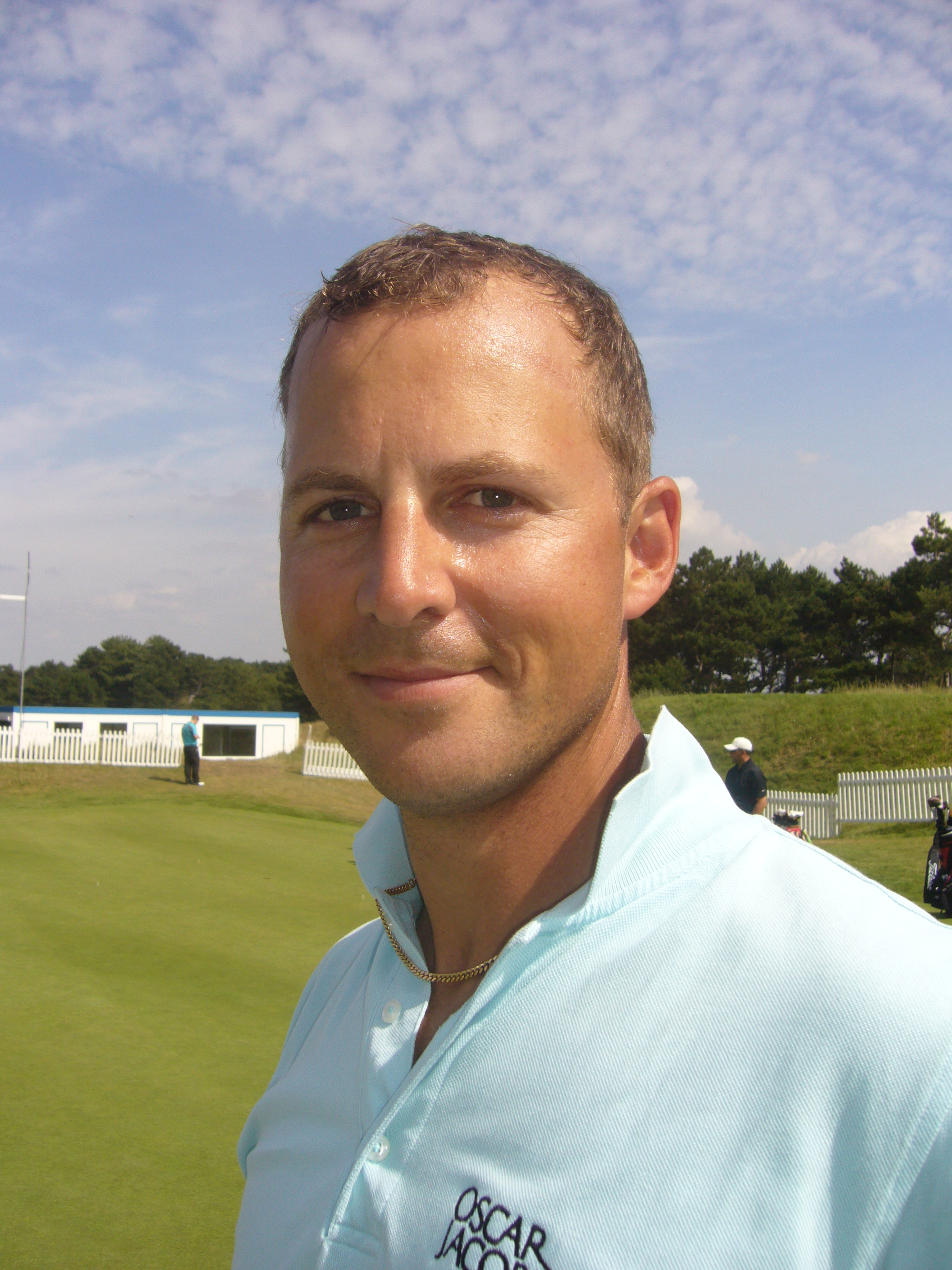
Niclas Fasth.
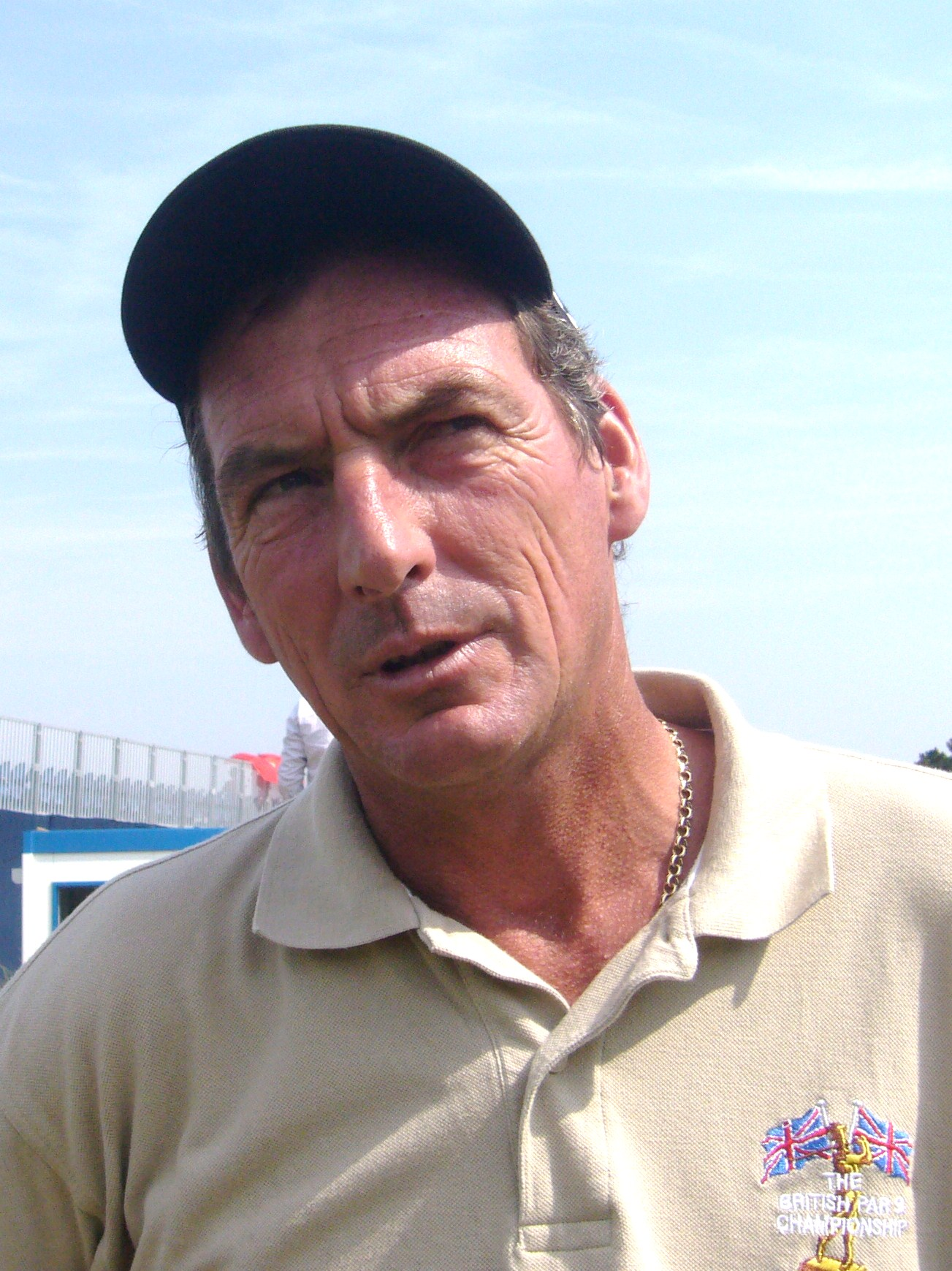
Mark Mouland.
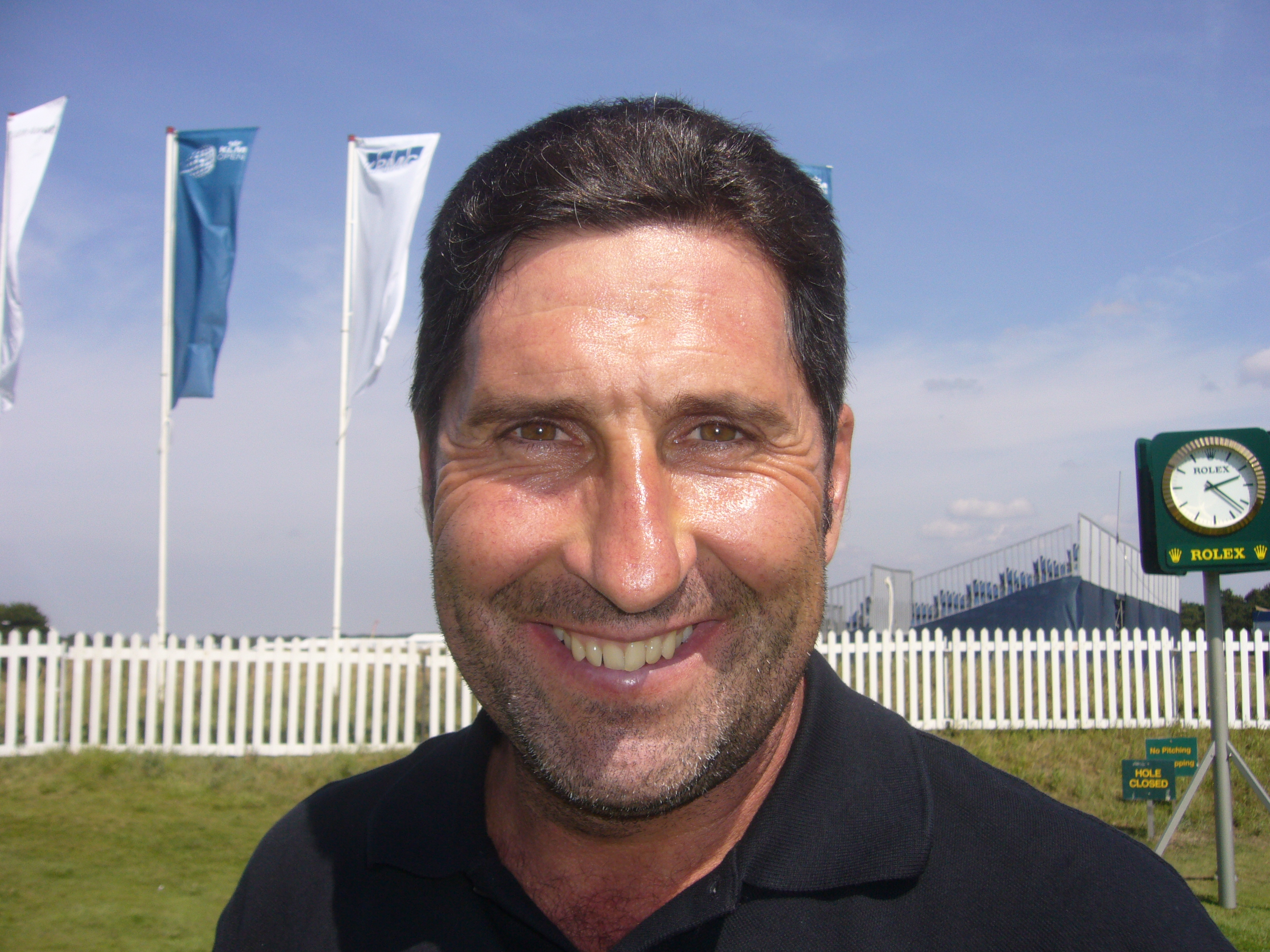
José María Olazabal.
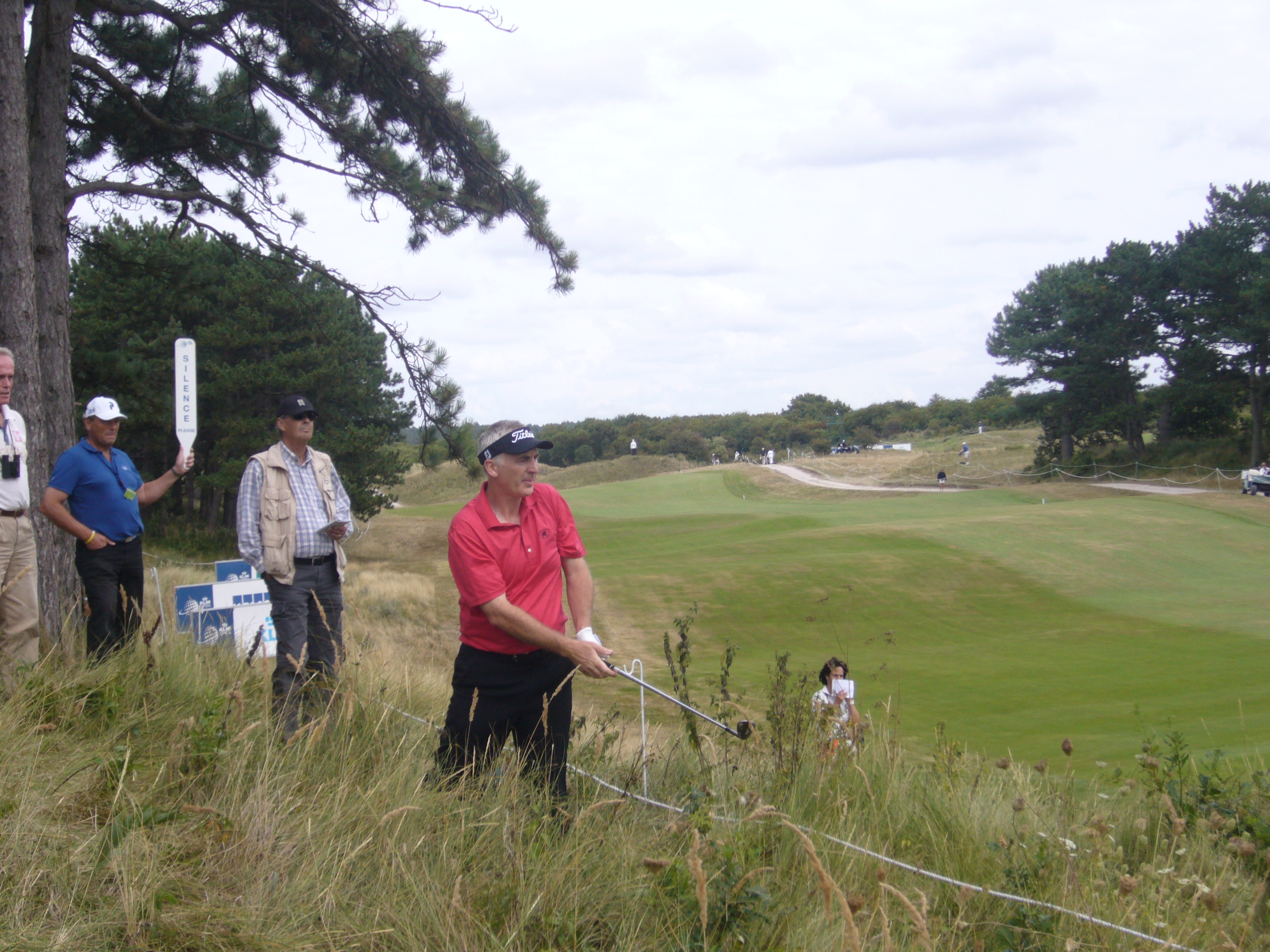
Phillip Price.
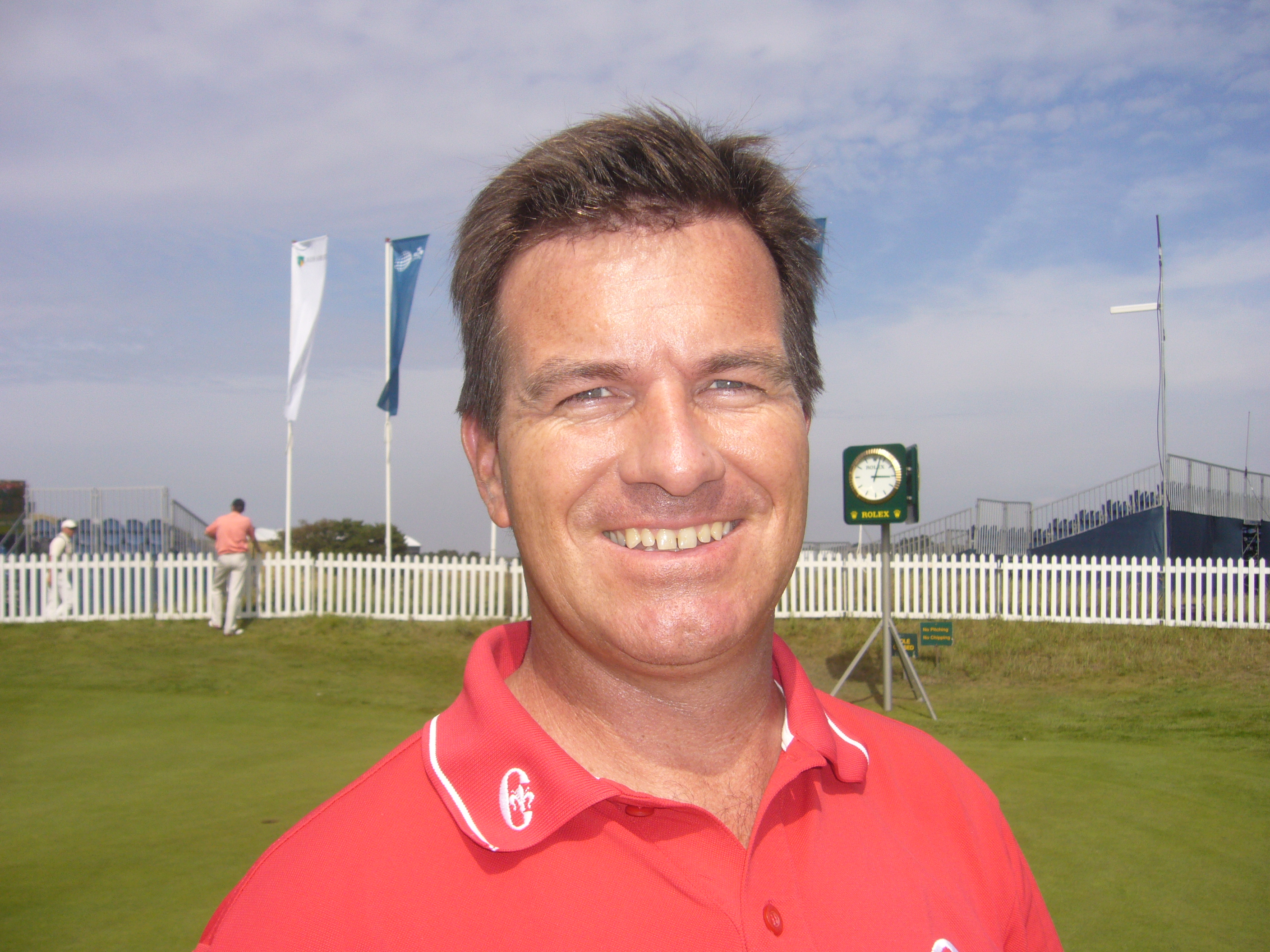
Miles Tunnicliff.
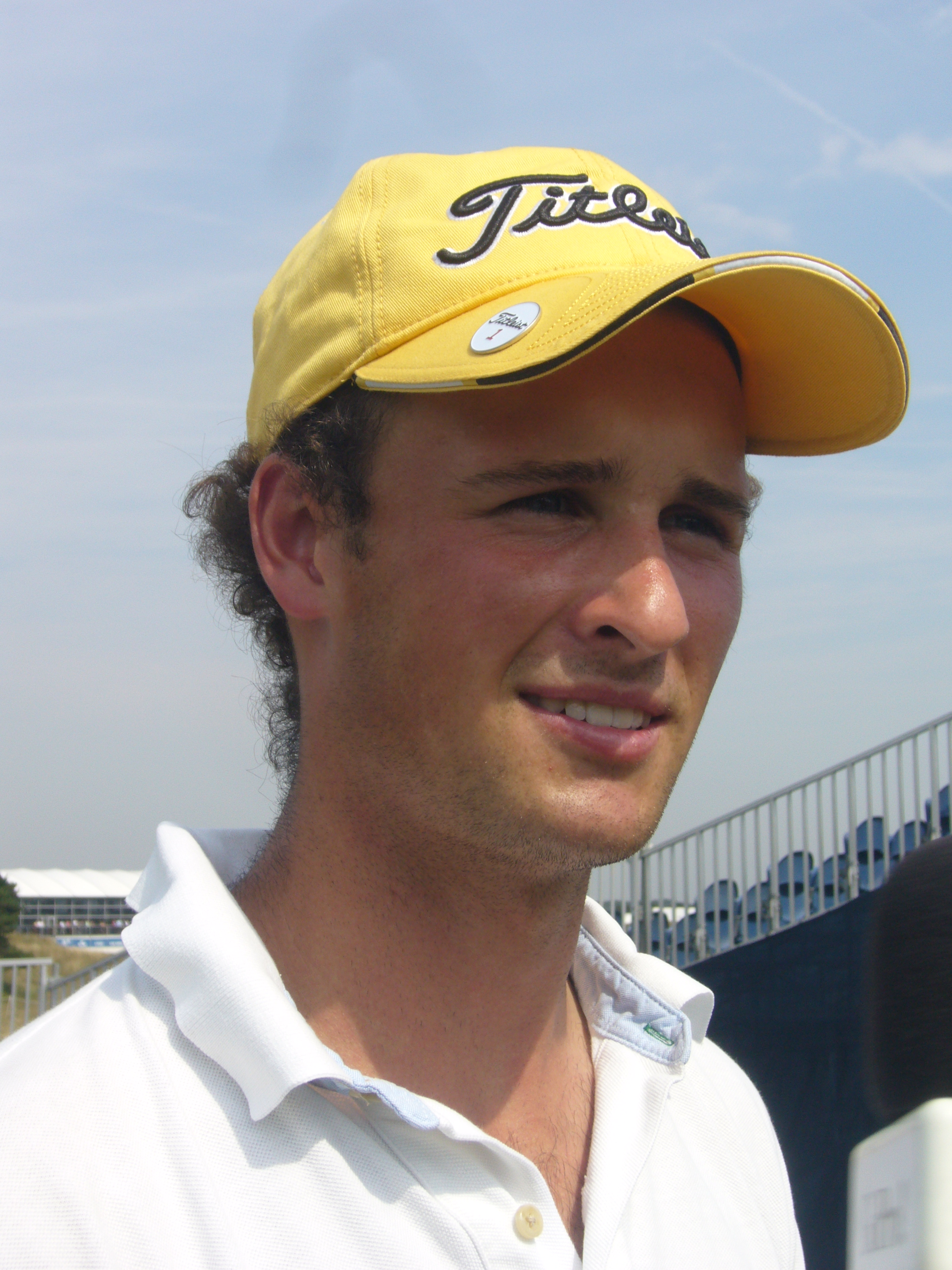
Jules de Vries, amateur